# سیستم تاراج

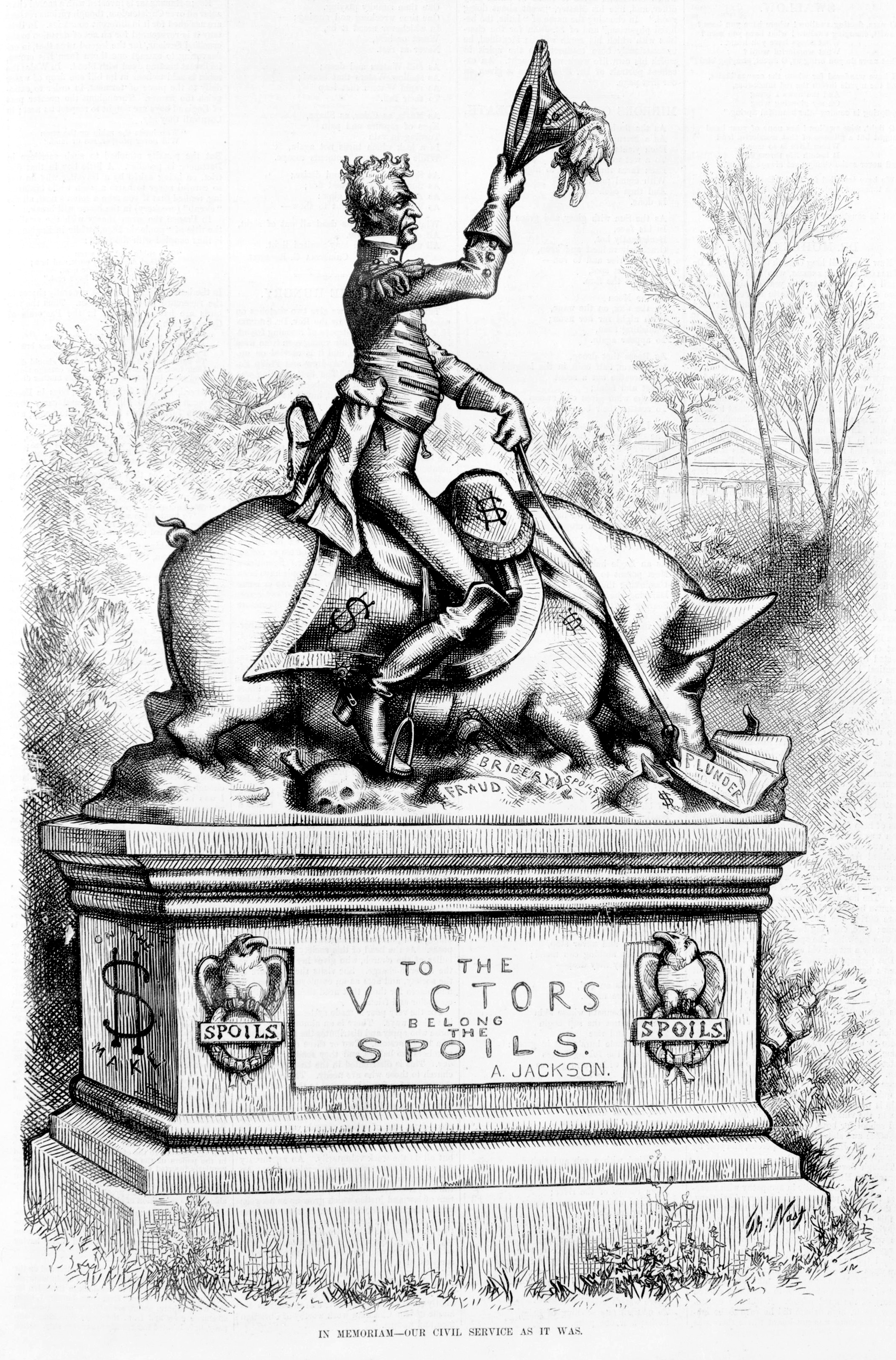
به یاد کارگزارانی که بودند, یکی از کارتون‌های سرمقاله‌ای از توماس نست است که مجسمه‌ای از اندرو جکسون سوار بر خوک نشان می‌دهند، روی کلمات «تقلب»، «رشوه»، و «غنایم»، و در حال خوردن «تاراج». چاپ هارپرز ویکلی در ۲۸ آوریل ۱۸۷۷, صفحهٔ ۳۲۵.

در علوم سیاسی تقسیم مناسب دولتی بین اعضاء حزب حاکم، حزب‌سالاری یا سیستم تاراج (انگلیسی: Spoils system) به پدیده‌ای گفته می‌شود که طی آن یک حزب پس از پیروز شدن در انتخابات شغل‌های اداری مهم را به عنوان جایزهٔ همکاری در راه پیروزی به هواداران، دوستان و خویشاوندان خود می‌دهد. سیستم تاراج در تقابل با نظام شایسته‌گرا قرار دارد، نظامی که در آن مناسب بر پایهٔ شایسته‌سالاری و مستقل از فعالیت‌های سیاسی تقسیم می‌شوند.
این عبارت غالباً در ادبیات سیاست در ایالات متحده آمریکا به کار می‌رود و از گفتاوردی از سناتور نیویورکی ویلیام ال. مارسی مشتق شده‌است. مارسی در جریان انتخابات ۱۸۲۸ در اشاره به پیروزی اندرو جکسون گفته‌بود: «غنایم و تاراج به فرد پیروز تعلق دارند.» سیستم تاراج در سال‌های ۱۸۲۰ و در دوران ریاست‌جمهوری جکسون به نامطلوب‌ترین شکلش رسید. به باور جکسون در اداره امور دولتی نیاز به تخصص چندانی نبود و دلیلی برای ادامه حیات اداری دولت در زمان تغییر بافت سیاسی وجود نداشت. به گفته جکسون:
من عقیده دارم آنچه به خاطر بقای شغلی مقامات اداری از دست می‌دهیم، بیشتر از آن چیزی است که به سبب تجربه آنها عاید ما می‌شود؛ بنابراین با تعویض مقامات اداری و با توجه به وفاداری روشن و بارز آنها به حزب، مزایای بیشتری عاید شده و حتی فساد کاهش می‌یابد.
با کشته شدن جیمز آبرام گارفیلد، رئیس‌جمهور آمریکا در سال ۱۸۸۱، توسط یکی از طرفداران سیستم تاراج که وعده تصدی یک شغل دولتی به او تحقق نیافته بود، نهضت تغییر به طرف توصیه‌های گزارش نورث کوت-تری ولیان جان گرفت. در سال ۱۸۸۳ و با تصویب قانون پندلتون در ایالات متحده از اصلاحات خدمات عمومی انگلستان الهام گرفته شد.